# Faserum
Faserum udspænder alle de tilstande et fysisk system kan være i. For mekaniske systemer, vil man kunne beskrive et system ud fra dets generaliserede koordinater og impulser. Typisk vil der være et par af et koordinat og en impuls for hver frihedsgrad.
Et simpelt eksempel er et pendul, der kun kan svinge frem og tilbage. Pendulets vej kan så beskrives i et faserum af vinklen og impulsen.
| Fysik | Spire Denne artikel om fysik er en spire som bør udbygges. Du er velkommen til at hjælpe Wikipedia ved at udvide den. |